# Ursula Hirschmann
Ursula Hirschmann (Berlino, 2 settembre 1913 – Roma, 8 gennaio 1991) è stata una politica e antifascista tedesca, socialdemocratica e fautrice del federalismo europeo.

## Biografia

### I primi anni
Ursula Hirschmann nacque a Berlino il 2 settembre del 1913 da un'agiata famiglia ebraica, di Carl Hirschmann e di Hedwig Marcuse, primogenita di tre figli (Albert Otto, in futuro un celebre economista, nacque due anni dopo, mentre la sorella Eva sette). Particolarmente legata al fratello, crescendo durante gli anni della Repubblica di Weimar e della nascita e ascesa del nazismo, si ritrovò a fare scelte simili a quelle di Albert. Nel 1932 si iscrisse all'Università Humboldt di Berlino, dedicandosi a studi di economia ma già l'anno successivo dovette fuggire in Francia, dove si era rifugiato il fratello. Anche Albert frequentava l'università e studiava economia, che sarebbe divenuto il suo interesse principale, dopo gli anni dell'impegno politico, tanto da venir candidato al premio Nobel. Ursula invece fu attratta dalla politica dai primi anni universitari sino alla fine della sua vita. Si iscrisse giovanissima al Partito Socialdemocratico di Germania, cominciò ad opporsi al nazismo e questa fu la causa della sua fuga a Parigi.

### Il matrimonio con Eugenio Colorni

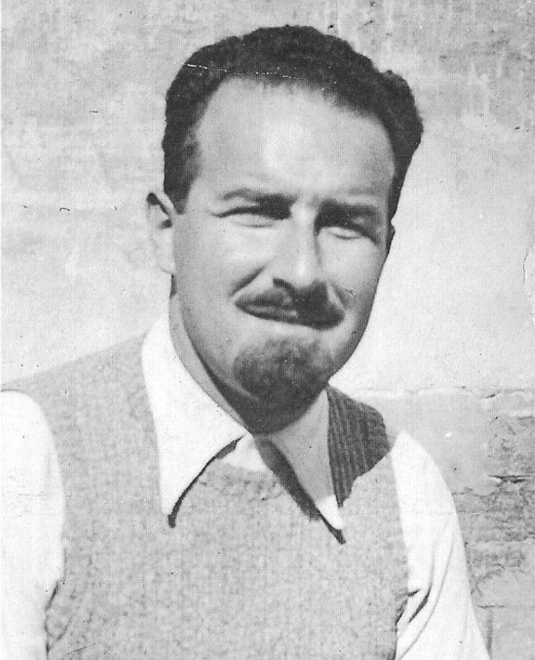
Eugenio Colorni

Dopo aver raggiunto il fratello nell'estate del 1933 in Francia ed essersi stabilita nella capitale, Ursula vi incontrò Eugenio Colorni, già conosciuto a Berlino. Nel 1935 seguì Colorni a Trieste, lo sposò, riprese gli studi e si laureò in letteratura tedesca a Venezia. Con il marito erano intanto entrati nell'opposizione clandestina al fascismo. Nel 1937 nacque Silvia e negli anni successivi Renata ed Eva (che nel 1973 sposò l'economista indiano Amartya Sen).

### La diffusione del Manifesto di Ventotene
Quando Colorni venne mandato al confino a Ventotene, nel 1939, Ursula lo seguì e, non essendo oggetto di provvedimenti restrittivi come il marito, Altiero Spinelli, Ernesto Rossi e gli altri, fu in grado di tornare spesso sulla terraferma, riuscendo così a diffondere il Manifesto di Ventotene negli ambienti dell'opposizione a Roma e a Milano. Assieme a lei contribuirono a questa diffusione Gigliola e Fiorella Spinelli (le sorelle di Altiero) e Ada Rossi (moglie di Ernesto).
Quando Colorni venne trasferito a Melfi per intervento di Giovanni Gentile, Ursula continuò a mantenere i rapporti con i federalisti dell'isola. Il 27 ed il 28 agosto del 1943, a Milano, fu presente alla riunione di fondazione del Movimento Federalista Europeo e collaborò alla redazione ed alla diffusione del foglio clandestino L'Unità Europea. Il suo matrimonio intanto era entrato in crisi e lei si avvicinò a Spinelli, che aveva incontrato una prima volta a Ventotene; insieme si trasferirono in Svizzera, dove nacque Diana, la prima delle loro tre figlie. Eugenio Colorni, intanto, che il 6 maggio 1943 era riuscito a sfuggire alla sorveglianza della polizia e aveva lasciato Melfi per intraprendere l'attività partigiana, venne ucciso a Roma dai fascisti della banda Koch nel maggio del 1944, a pochi giorni dalla liberazione della capitale.

### Il matrimonio con Altiero Spinelli

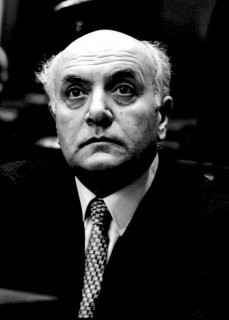
Altiero Spinelli

Dopo la fine della guerra e la morte del primo marito, Ursula sposò Altiero Spinelli e si stabilirono a Roma dove, nel 1946, nacque Barbara (che divenne poi giornalista e politica) e nel 1955 Sara.
Si impegnò per la formazione del Movimento Federalista Europeo e nel 1975 fondò a Bruxelles l'associazione Femmes pour l'Europe. All'inizio del 1976 venne colpita da aneurisma cerebrale e perse l'uso della parola. Iniziò un processo di riabilitazione, ma non si riprese più completamente, pur continuando a seguire l'attività di Spinelli, impegnato al Parlamento europeo, fino al 1986, anno in cui morì.
Ursula Hirschmann morì nel gennaio del 1991, assistita sino alla fine dalla figlia Renata. Riposa nel cimitero acattolico di Roma.

## Impegno politico
Iniziò da giovane con l'opposizione clandestina al nazismo che la portò a fuggire in Francia. Qui si avvicinò al mondo socialdemocratico, si trasferì in Italia e proseguì la sua opposizione clandestina al fascismo. Intanto divenne una figura fondamentale per la diffusione delle idee, legate alla necessità di una federazione europea dotata di un parlamento e di un governo democraticamente eletto, che erano contenute nel Manifesto di Ventotene. Con la fine della guerra mantenne il suo impegno europeista, sostenne il marito Altiero Spinelli ed arrivò a costituire l'associazione Donne per l'Europa, convinta che fosse necessaria una maggior partecipazione delle donne alla costruzione del progetto europeo. Si riteneva una senza patria, o meglio solo europea, perché non tedesca, non italiana e non ebrea, e da alcuni commentatori viene compresa tra le  madri fondatrici dell'Europa.